# 김혜정 (1941년)
김혜정(金惠貞, 1941년 3월 3일~2015년 11월 19일)은 대한민국의 배우이다. 경상남도 마산시에서 태어났다.
1958년 영화 《봄은 다시 오려나》에서 기자 역으로 데뷔하였으며, 비슷한 시기에 데뷔한 도금봉과 함께 육체파 배우로 널리 알려졌다. 1969년에 영화 지옥에서 온 신사를 끝으로 은퇴했으며, 2015년 11월 19일 새벽 4시 30분경 교회에 가다 방배역 근처에서 택시에 치이는 교통사고를 당해 향년 75세의 나이로 사망하였다.

## 학력
- 마산제일여자고등학교 (중퇴)

## 가족 관계
- 남편: 최원석(1969년, 결혼 1974년 이혼, 기업인, 1남 1녀)
  - 장남: 최우진(1970년 5월 11일~ )
  - 장녀: 최유정(1975년 3월 8일~ )
  - 사위: 강상엽

## 수상
- 1965년 제8회 부일영화상 여우주연상 《아내는 고백한다》